# Criteri de Tisserand
El criteri de Tisserand s'utilitza per determinar si un cos en òrbita, tal com un cometa o un asteroide, és el mateix que el cos en òrbita prèviament observat.
Mentre que tots els elements orbitals d'un cos en òrbita al voltant del Sol poden variar dramàticament al passar prop d'un altre cos massiu (e.g. Júpiter), el valor d'una funció d'aquests paràmetres, anomenada relació de Tisserant (en honor de Félix Tisserand) es conserva de forma aproximada, fent possible el reconeixement de l'òrbita després de la passada.

## Definició
El criteri de Tisserand es calcula en sistemes circulars restringits de tres cossos. En un sistema circular restringit de tres cossos, s'assumeix que una de les masses és significativament menor que les altres dues. També s'assumeix que les altres dues masses estan en òrbita circular al voltant del centre de masses del sistema. Adicionalment, el criteri de Tisserand s'aplica soten dues suposicions: que una de les dues masses grans és molt més petita que l'altra, i que el cos en òrbita (la massa petita) no passa prop de cap altre cos massiu.
Dos cossos en òrbit són possiblement el mateix si satisfan o quasi satisfan el criteri de Tisserand:
{\displaystyle {\frac {1}{2a_{1}}}+{\sqrt {a_{1}(1-e_{1}^{2})}}\cos i_{1}={\frac {1}{2a_{2}}}+{\sqrt {a_{2}(1-e_{2}^{2})}}\cos i_{2}}
on a és el semieix major, e és l'excentricitat, i i és la inclinació de l'òrbita del cos.
En altres paraules, si aquesta funció dels elements orbitals, coneguda com el paràmetre de Tisserand, del primer cos observat és igual o s'aproxima a la mateixa funció calculada amb els elements orbitals del segon cos observat, és possible que els dos cossos siguin el mateix.

## Relació de Tisserand
La relació de Tisserand defineix una funció dels elements orbitals que es conserva de forma aproximada quan la tercera massa (la massa menor) és lluny de la segona massa (la que causa la pertorbació en els elements orbitals de la tercera massa).
{\displaystyle {\frac {1}{2a}}+{\sqrt {a(1-e^{2})}}\cos i\approx {\rm {const}}}
Aquesta relació es deriva de la constant de Jacobi seleccionant un sistema d'unitats adient i utilitzant algunes aproximacions. Tradicionalment, les unitats es seleccionen de manera que μ1 i la distància constant entre μ₂ i μ1 són iguals a la unitat, de manera que el moviment mitjà n també esdevé u en el sistema.
Adicionalment, donada la diferència de masses entre μ1 (major), μ₂ i μ₃ (menor):
{\displaystyle G(\mu _{1}+\mu _{2})\approx 1\approx G(\mu _{1}+\mu _{3})}
Per exemple, aquestes condicions es satisfan en un sistema Sol-Júpiter amb un cometa o una nau espacial com a tercera massa.
La constant de Jacobi, una funció de les coordenades ξ,η,ζ, (distàncies r1, r₂ respecte les dues masses majors), i les velocitats romanen constants del moviment al llarg de l'aproximació entre la massa menor i la massa pertorbadora.
{\displaystyle C_{J}=2\cdot ({\frac {\mu _{1}}{r_{1}}}+{\frac {\mu _{2}}{r_{2}}})+2n(\xi {\dot {\eta }}-\eta {\dot {\zeta }})-({\dot {\xi }}^{2}+{\dot {\eta }}^{2}+{\dot {\zeta }}^{2})}
L'objectiu és expressar la constant utilitzant elements orbitals. S'assumeix que, lluny de la massa μ₂, la massa menor està en òrbita al voltant de μ1 (una òrbita resultant del problema de dos cossos).
En primer lloc, l'últim terme de l'equació de {\displaystyle C_{J}} és la velocitat i pot ser expressada com una funció de la distància i el semieix major mitjançant l'equació vis-viva, sempre que estigui suficientment lluny de la massa pertorbadora:
{\displaystyle ({\dot {\xi }}^{2}+{\dot {\eta }}^{2}+{\dot {\zeta }}^{2})=v^{2}=\mu \left({{2 \over {r}}-{1 \over {a}}}\right)}
En segon lloc, la component {\displaystyle \zeta } del moment angular (per unitat de massa) {\displaystyle \mathbf {h} =\mathbf {r} \times \mathbf {\dot {r}} } és:
{\displaystyle \xi {\dot {\eta }}-\eta {\dot {\xi }}=h\cos I}
on {\displaystyle h=|\mathbf {h} |={\sqrt {a(1-e^{2})}}} i {\displaystyle I\,\!} és la inclinació mutua de les òrbites de μ₃ i μ₂.
Donat que μ1 és una massa molt major, el baricentre del sistema μ1-μ₃ es troba prop del centre de μ1. Per tant, r1 pot reemplaçar-se per r. A més, el terme μ₂<<1 és negligible.
Introduint aquestes definicions en l'equació de la constant de Jacobi, s'obté:
{\displaystyle {\frac {1}{2a}}+{\sqrt {a(1-e^{2})}}\cos i\approx {\rm {const}}}